# Білоконь Володимир Валерійович
Володимир Валерійович Білоконь (13 лютого 1969) — радянський та український легкоатлет, спеціаліст з бар'єрного бігу. Виступав за збірні СРСР та України з легкої атлетики наприкінці 1980-х — на початку 2000-х років, багаторазовий чемпіон України, переможець першостей всесоюзного та республіканського значення, чинний рекордсмен України в бігу на 60 метрів з бар'єрами у приміщенні, учасник чемпіонату світу в Штутгарті. Представляв Київ.

## Біографія
Володимир Білоконь народився 13 лютого 1969 року. Займався легкою атлетикою у Києві.
Вперше заявив про себе на міжнародному рівні в сезоні 1987 року, коли увійшов до складу радянської збірної та виступив на юніорській європейській першості в Бірмінгемі, де в заліку бігу на 110 метрів із бар'єрами посів підсумкове восьме місце.
У 1988 році в тій же дисципліні здобув перемогу на змаганнях у Сімферополі, фінішував четвертим на юніорській світовій першості в Садбері.
У 1990 році перевершив усіх суперників на всесоюзному старті у Брянську.
1991 року виграв бронзову медаль у Києві.
Після розпаду Радянського Союзу Білоконь продовжив спортивну кар'єру у складі української національної збірної, упродовж кількох років утримував звання чемпіона України у 110-метровому бар'єрному бігу.
Завдяки низці вдалих виступів у 1993 році удостоївся права захищати честь країни на чемпіонаті світу в Штутгарті, де зумів дійти до стадії півфіналів.
1994 року переміг на домашніх змаганнях у Києві, встановивши при цьому чинний рекорд України в бігу на 60 метрів з бар'єрами — 7,53. Стартував на чемпіонаті Європи у приміщенні у Парижі та на чемпіонаті Європи у Гельсінкі, фінішував другим на Кубку Європи у Бірмінгемі.
У 1996 році брав участь у чемпіонаті Європи у приміщенні у Стокгольмі, дійшов до півфіналу.
Завершив спортивну кар'єру після закінчення сезону 2001.